# Тучные клетки

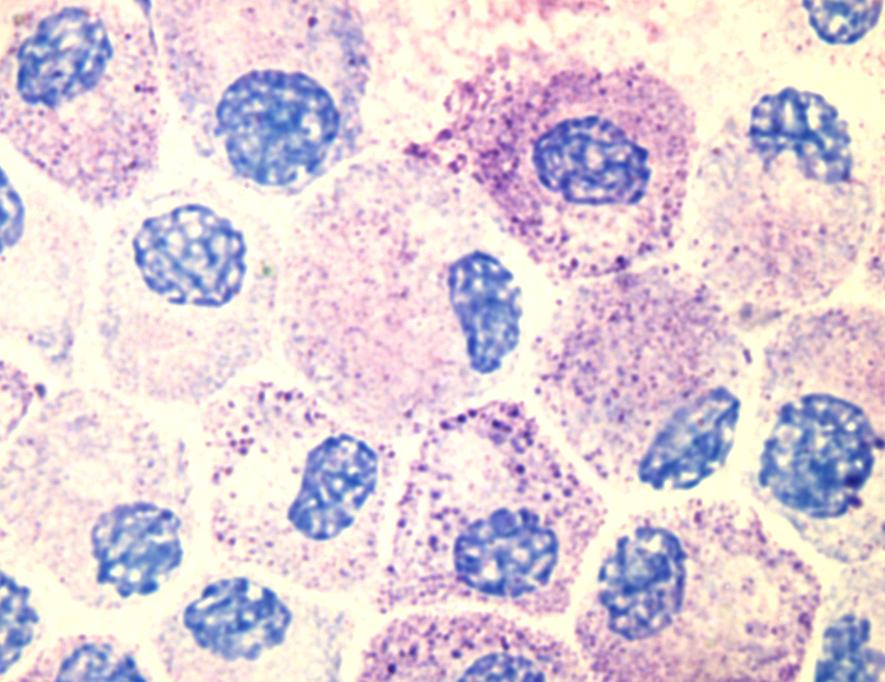
Тучные клетки. Базофильные гранулы окрашены фиолетовым

Ту́чные кле́тки (также известные как мастоци́ты или лаброци́ты, тканевые базофилы) — тканевые клетки миелоидного ряда, содержащие в цитоплазме базофильные гранулы с гистамином и гепарином. В отличие от базофилов, также содержащих базофильные гранулы, тучные клетки в норме никогда не выходят в кровоток. Тучные клетки участвуют в развитии воспаления, реакций гиперчувствительности первого (немедленного) типа, защите организма от многоклеточных паразитов и других патогенов, формировании гематоэнцефалического барьера и других процессах. Тучные клетки лежат в основе развития аллергии и анафилаксии.
Тучные клетки присутствуют в большинстве тканей и, как правило, располагаются вблизи сосудов и нервов. Они особенно многочисленны в тканях, залегающих на границе организма с внешней или внутренней средой.

## Общая характеристика

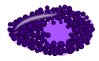
Схема строения тучной клетки

Морфологически тучные клетки очень близки к базофилам в кровотоке. И тучные клетки, и базофилы содержат базофильные гранулы с гепарином и гистамином. Однако между двумя типами клеток есть и различия в строении: так, у тучных клеток ядро округлое, а у базофилов разделено на доли. Округлое ядро мастоцитов находится центрально, часто замаскировано цитоплазматическими гранулами. Тучные клетки и базофилы связываются с Fc-участками молекул иммуноглобулинов E (IgE), связавшими антиген (кросс-связывание), в результате чего запускается высвобождение содержимого гранул. Из-за сходства с базофилами тучные клетки иногда называют тканевыми базофилами. Кроме того, базофилы и тучные клетки происходят от одного и того же костномозгового предшественника, экспрессирующего CD34. Базофилы покидают костный мозг зрелыми, в то время как созревание тучных клеток завершается после их оседания в тканях. Место оседания тучных клеток может влиять на некоторые их свойства.  
Тучные клетки присутствуют в большинстве тканей и, как правило, располагаются вблизи сосудов и нервов. Они особенно многочисленны в тканях, залегающих на границе организма с внешней или внутренней средой: коже, слизистой лёгких и пищеварительного тракта, а также в ротовой и носовой полостях и конъюнктиве. В подслизистом слое слизистых, дерме, серозных оболочках, селезёнке и периваскулярной соединительной ткани тучные клетки содержатся в количестве 104—106 на 1 г ткани. На гистологических препаратах тучные клетки легко визуализируются при помощи окрашивания толуидиновым синим или алциановым синим. Для тучных клеток характерен эффект метахромазии при окрашивании анилиновыми красителями из-за большого количества кислых радикалов протеогликанов.
Тучные клетки достигают 10—20 мкм в диаметре и имеют овальную форму с ворсинчатой поверхностью. Композиция молекулярных маркеров на поверхности тучных клеток выглядит как FcεRI+CD13+CD29+CD45+CD117+СD123+. FcεRI являются высокоаффинными рецепторами IgE. CD117 представляет собой рецептор для фактора стволовых клеток (SCF), а CD123 —  рецептор для IL-3. Именно SCF и IL-3 являются основными факторами роста для зрелых тучных клеток. Также тучные клетки несут на своей поверхности рецепторы для компонентов комплемента C3b и C3d, что свидетельствует об их участии в реакциях врождённого иммунитета. Кроме того, тучные клетки несут MHC обоих классов, и благодаря наличию MHC класса II и CD86 тучные клетки функционируют как антигенпрезентирующие клетки, особенно в отношении Th2-клеток. 
Главная морфологическая особенность тучных клеток — наличие в цитоплазме большого количества (от 10 до 150) базофильных гранул, состав которых существенно варьирует между разными видами тучных клеток. У всех мастоцитов в состав гранул входят вазоактивные амины (прежде всего, гистамин), хондроитинсульфаты A и C и/или гепарин (у некоторых видов, например, кроликов, в их состав также входит серотонин), а также разнообразные ферменты: протеазы, а также дегидрогеназа, пероксидаза, рибонуклеаза, гистидиндекарбоксилаза, и кислые гликозамингликаны. Среди протеиназ тучных клеток выделяют триптазы, близкие к трипсину по специфичности, химазы, сходные с химотрипсином по специфичности, и карбоксипептидазу A. Помимо указанных компонентов, в состав гранул тучных клеток могут входить АТФ, лизосомальные ферменты (β-гексозаминидаза, β-глюкуронидаза, арилсульфатазы), липидные медиаторы эйкозаноиды (тромбоксаны, простагландин D2, лейкотриен C4, фактор активации тромбоцитов), цитокины (TNF-α, основной фактор роста фибробластов, интерлейкин 4 (IL-4), фактор стволовых клеток (SCF), хемокины), активные формы кислорода.
У человека тучные клетки подразделяют на слизистые, или мукозные (тип t) и серозные (тип ct) на основании их локализации и наличия триптазы (t) или химазы (ct) в гранулах. Мукозные тучные клетки находятся в основном в подслизистом слое слизистых оболочек, а серозные — в серозных полостях, дерме, миндалинах. Оба типа мастоцитов образуются в костном мозге, но клетки t-типа в своем развитии зависят от тимуса. Серозные тучные клетки более долговечны, чем мукозные, и крупнее мукозных: их диаметр составляет 10—12 мкм против 5—10 мкм у мукозных. Главным ростовым фактором для обоих типов тучных клеток является SCF, для слизистых тучных клеток в роли кофактора выступают IL-3 и IL-4, для серозных — только IL-3. В слизистых тучных клетках преобладающим протеогликаном является хондроитинсульфат, в серозных — гепарин. Слизистые мастоциты, кроме того, интенсивнее экспрессируют FcεRI и содержат больше IgE в цитоплазме по сравнению с серозными. Преобладающим эйкозаноидом у слизистых тучных клеток являются лейкотриены, а у серозных — простагландины.

## Активация

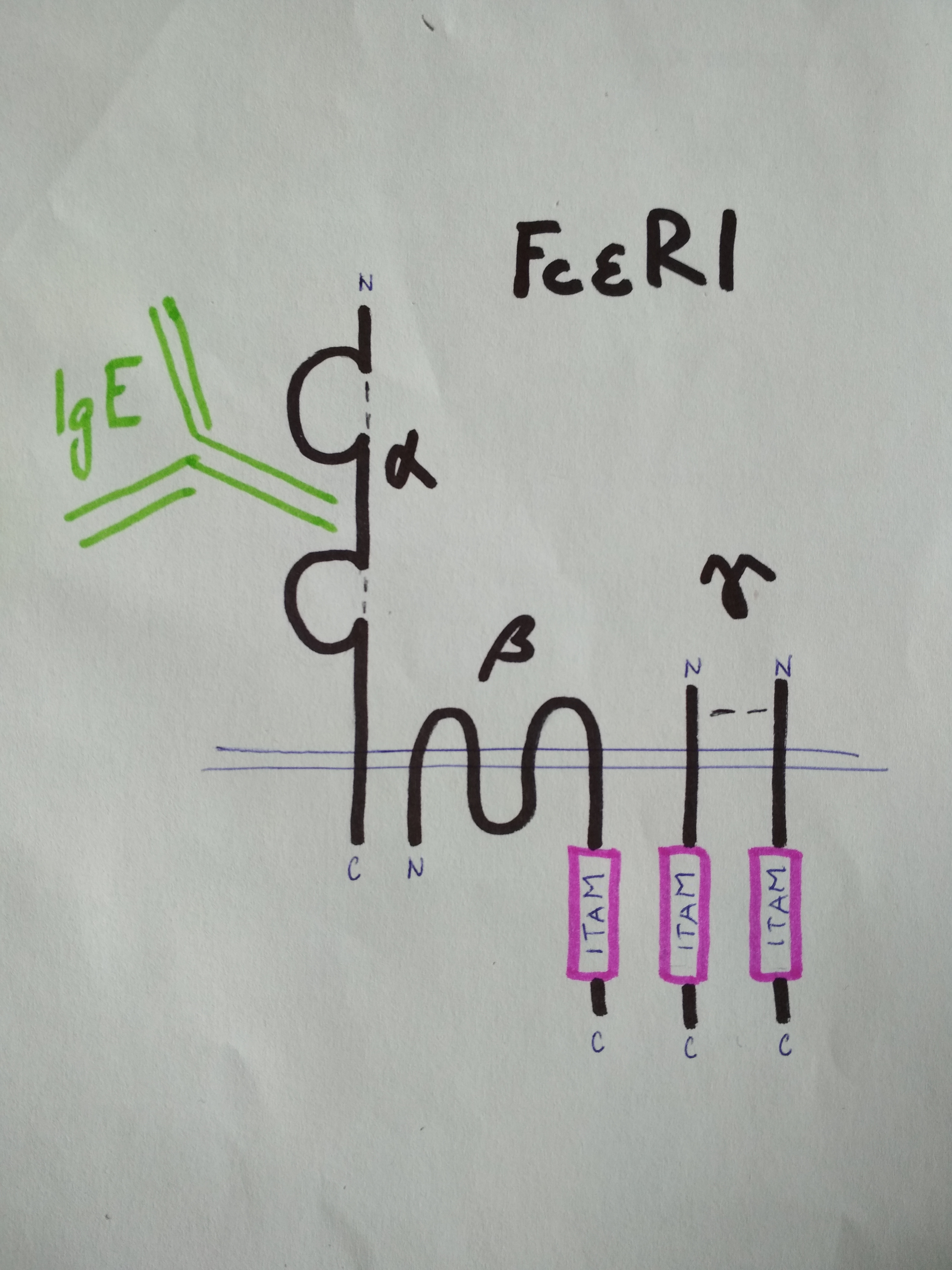
Схема строения рецептора FcεR1

FcεR1 представляет собой высокоаффинный рецептор IgE на поверхности тучных клеток. FcεR1 — тетрамер из одной α-, одной β- и двух γ-цепей, соединённых дисульфидными мостиками. Сайт связывания IgE сформирован внеклеточной частью α-цепи, содержащей два домена, близких к иммуноглобулиновым. В состав β-цепи и каждой из двух γ-цепей входит активирующий мотив ITAM. Активирующий сигнальный каскад на FcεR1 запускается, когда ITAM в составе β- и γ-цепей фосфорилируются по остаткам тирозина. 

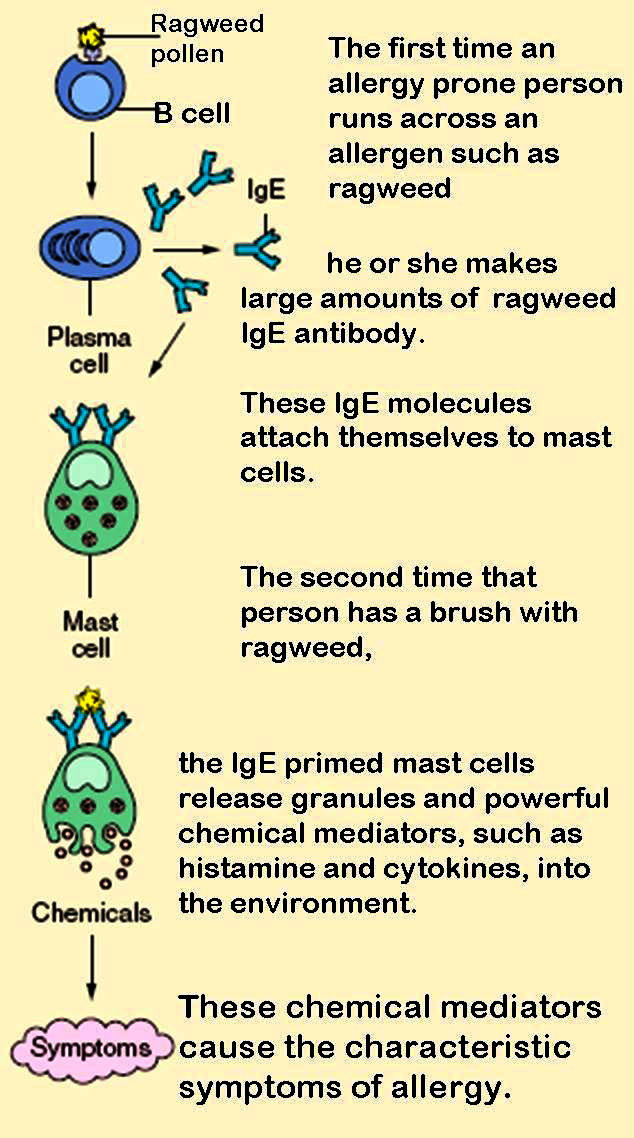
Схема активации тучной клетки

Сигнальный путь, активирующийся при кросс-связывании FcεR1 с аллергеном при участии IgE, очень похож на тот, который запускается при активации лимфоцитов антигенами. С цитоплазматической частью β-цепи FcεR1 связана тирозинкиназа Lyn, и после кросс-связывания FcεR1 с аллергеном она фосфорилирует мотивы ITAM в β- и γ-цепях FcεR1. Другая тирозинкиназа, Syk, связывается с фосфорилированными ITAM в γ-цепях и активируется, фосфорилируя множество других белков и активируя их, тем самым увеличивая сигнал. 
Среди белков, активируемых Syk, особенно важен белок LAT, который в результате фосфорилирования приобретает способность к взаимодействию со многими белками. В частности, фосфолипаза C гамма (PLCγ) активируется в результате связывания с LAT и катализирует расщепление фосфатидилинозитол-4,5-бисфосфата на инозитолтрифосфат (IP3) и диацилглицерин (DAG). IP3 повышает уровень ионов кальция в цитозоле, а DAG активирует протеинкиназу C (PKC). PKC фосфорилирует лёгкие цепи миозина, из-за чего базофильные гранулы приходят в движение и достигают контакта с клеточной мембраной. Далее гранула сливается с мембраной при участии белков SNARE, высвобождая наружу своё содержимое.
Активированные тучные клетки синтезируют и выделяют эйкозаноиды и цитокины. Среди эйкозаноидов в тучных клетках наиболее активно синтезируются лейкотриен C4 и простагландин E2. Образование эйкозаноидов контролирует цитозольный фермент фосфолипаза A2, который активируется при повышении концентрации кальция в цитозоле или фосфорилировании.
По спектру выделяемых цитокинов тучные клетки близки к T-хелперам 2 типа, или Th2-клеткам. Они продуцируют такие цитокины, как IL-3, IL-4, IL-5, IL-6, IL-10, IL-13, GM-CSF, а также провоспалительные цитокины IL-1, IL-8, IL-12, IL-18, IL-21, IL-23, TNF-α и гомеостатические цитокины IL-7 и IL-15. Также они вырабатывают TGFβ, ряд хемокинов и интерфероны основных типов. Большинство цитокинов тучные клетки синтезируют под действием внешних стимуляторов, и лишь IL-4, TNF и GM-CSF они выделяют постоянно. Кроме того, активированные мастоциты продуцируют ряд ростовых факторов: фактор роста эндотелия сосудов (VEGF), фактор роста фибробластов (FGF) и фактор роста нервов (NGF). 

## Функции
Тучные клетки принимают участие в развитии аллергических и анафилактических реакций. Высвобождение содержимого гранул при связывании Fc-участка антител IgE, связавших антиген, с рецепторами FcεRI на мастоцитах приводит к проявлению всех основных реакций гиперчувствительности немедленного типа. Дегрануляция не приводит к гибели клеток, и после выброса гранулы восстанавливаются. Также дегрануляция запускается при повышении внутриклеточной концентрации цАМФ и цитозольной концентрации ионов кальция. Благодаря наличию паттернраспознающих рецепторов TLR2, TLR3 и TLR4 тучные клетки могут напрямую распознавать патогены и характерные для них молекулы. Кроме того, за счет специальных рецепторов на тучных клеток их могут активировать некоторые компоненты комплемента.
Гистамин, входящий в состав гранул тучных клеток, вызывает расширение посткапиллярных венул, активирует эндотелий и повышает проницаемость сосудов. Выделение гистамина приводит к локальной эдеме (набуханию), покраснению, увеличению температуры и поступлению других иммунных клеток в очаг активации мастоцитов. Гистамин также деполяризует нервные окончания, что вызывает болевые ощущения. 
Тучные клетки имеются в головном мозге человека, где взаимодействуют с нейроиммунной системой. В головном мозге мастоциты обнаруживаются в структурах, обеспечивающих передачу висцеральных сенсорных сигналов (например, болевых) или осуществляющих нейроэндокринные функции, а также в гематоэнцефалическом барьере. Они присутствуют в стебельке гипофиза, эпифизе, таламусе, гипоталамусе, области area postrema в стволе мозга, сосудистом сплетении, а также мозговых оболочках. В нервной системе тучные клетки выполняют те же основные функции, что и в остальных частях тела: они задействованы в аллергических реакциях, реакциях врождённого и приобретённого иммунитета, аутоиммунных реакциях и воспалении. Кроме того, тучные являются главными эффекторными клетками, на которые воздействуют патогены через ось «кишечник—мозг».
В пищеварительном тракте слизистые мастоциты находятся рядом с сенсорными нервными окончаниями. Когда они подвергаются дегрануляции, они высвобождают медиаторы, активирующие висцеральные афферентные нейроны и повышают экспрессию мембранных ноцицепторов в них, связываясь с соответствующими рецепторами на поверхности нейронов. В результате этого процесса могут развиться нейрогенное воспаление, висцеральная гиперчувствительность и нарушения перистальтики кишечника. Активированные нейроны выделяют нейропептиды, такие как вещество P и CGRP, которые связываются с соответствующими рецепторами на тучных клетках и запускают их дегрануляцию, приводящую к выделению таких веществ, как β-гексозаминидаза, цитокины, хемокины, простагландин D2, лейкотриены и эоксины.

## Развитие
Общий предок тучных клеток находится в костном мозге, а окончательная дифференцировка предшественников этих клеток происходит в селезёнке. Далее в кровоток выходят предшественники тучных клеток, у человека имеющие фенотип CD13+CD33+CD34+CD38+CD117+. Из кровотока предшественники мастоцитов мигрируют в ткани (наиболее интенсивно — в слизистую кишечника), где их дифференцировка завершается. Главные ростовые факторы тучных клеток — SCF и IL-3, кофакторами выступают IL-4, IL-9, IL-10 и фактор роста нервов (NGF). В слизистых оболочках для развития тучных клеток необходим IL-33. Тучные клетки весьма долговечны (срок жизни исчисляется месяцами и годами) и в зрелой форме сохраняют способность к делению.

## Эволюция
Тучные клетки имеются у представителей всех классов позвоночных животных. Рецепторы FcεRI тучные клетки приобрели, по-видимому, на поздних этапах эволюции, поскольку антитела IgE имеются только у млекопитающих. Триптаза и гистамин имеются в гранулах тучных клеток уже у костистых рыб, и именно у них тучные клетки оформились в том виде, в каком они присутствуют у высших позвоночных. Клетки, от которых, возможно, произошли мастоциты, были идентифицированы у асцидий. Эти клетки содержат гистамин и гепарин и выполняют защитные функции. Кроме того, структурно к тучным клеткам близки некоторые гемоциты членистоногих. Первые тучные клетки, вероятно, появились около 450—500 млн лет назад у последнего общего предка круглоротых, хрящевых рыб и высших позвоночных.

## Клиническое значение

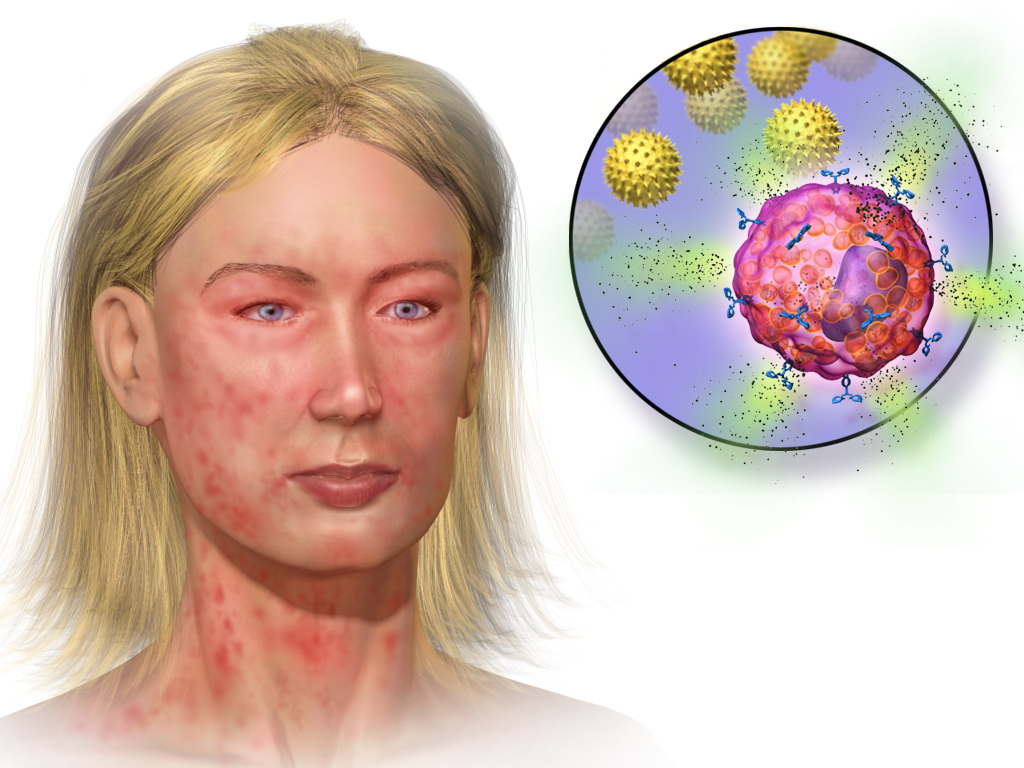
Развитие анафилаксии вследствие активации тучных клеток

Выделяют группу заболеваний, известных как расстройства активации тучных клеток (англ. mast cell activation disorders). К ним относят нарушения со стороны иммунной системы, не связанные с заражением патогеном и имеющие схожие симптомы, связанные с несвоевременной активацией тучных клеток. Классификация расстройств активации тучных клеток и их диагностические критерии были предложены в 2010 году. 
Тучные клетки лежат в основе развития аллергии и анафилаксии. Преимущественно с активацией тучных клеток связаны многие формы кожных аллергических реакций и аллергических реакций со стороны слизистых. Тучные клетки играют ключевую роль в развитии астмы, экземы, чесотки, аллергического ринита и аллергического конъюнктивита. Для устранения симптомов аллергии часто применяют антигистаминные препараты, блокирующие связывание гистамина с нервными окончаниями. Препараты на основе кромоглициевой кислоты блокируют кальциевые каналы, необходимые для дегрануляции тучных клеток, благодаря чему стабилизируют мастоциты и предотвращают выделение гистамина и других медиаторов. Антагонисты лейкотриенов, такие как монтелукаст и зафирлукаст, блокируют действие лейкотриенов и находят всё большее применение в устранении симптомов аллергии. При анафилаксии происходит резкое и мощное высвобождение содержимого гранул тучных клеток в организме, что может привести к смерти. Мастоциты связаны с развитием некоторых аутоиммунных заболеваний, таких как ревматоидный артрит и буллёзный пемфигоид. 
Повышенное количество тучных клеток и их CD34+ клеток-предшественников приводят к развитию состояния, известного как мастоцитоз. Часто мастоцитоз связан с мутациями гена, кодирующего CD117 — рецептор SCF. Иногда из тучных клеток развиваются опухоли — мастоцитомы, при которых в организме накапливается избыточное количество медиаторов, содержащихся в гранулах тучных клеток. Мастоцитомы часто встречаются у кошек и собак. С тучными клетками связаны некоторые другие неоплазии, в частности, чрезвычайно агрессивные тучноклеточная саркома и острый тучноклеточный лейкоз.

## История изучения
Тучные клетки впервые описал Пауль Эрлих в 1878 году в своей докторской диссертации, где он также охарактеризовал их гранулы. Эрлих ошибочно решил, что тучные клетки питают окружающие ткани, поэтому назвал их Mastzellen (от нем. Mast — откармливать). Впоследствии было показано, что тучные клетки функционально относятся к иммунной системе.